# Robert Owen
Robert Owen (ur. 14 maja 1771 w Newtown, zm. 17 listopada 1858) – walijski działacz socjalistyczny, pionier ruchu spółdzielczego. Odrzucał własność prywatną. Uważał, że robotnicy z danego terenu powinni łączyć się w organizacje związkowe bądź spółdzielcze i w ich ramach rozdysponowywać między siebie owoce swej pracy.
Znana jest również jego działalność filantropijna – w zorganizowanej przez siebie kolonii robotniczej uwzględniał potrzeby dzieci robotników i zapewniał im wzorową opiekę.

## Życie
Od 1790 kierownik przędzalni wełny w Lancashire, później w New Lanark, poprawił położenie swoich robotników dzięki budowie tanich i zdrowych mieszkań, podwyżce płac, skróceniu dnia roboczego, urządzeniu szkół itd. W swoich pismach domagał się reformy wychowania i stworzenia dla każdego pomyślnych warunków zewnętrznych: „A New View of Society, or Essays on the Principle of the Formation of the Human Character...” (1812). W ten sposób doszedł Owen do projektu komunistycznego ustroju społecznego, w którym skupia się całe życie w gminach składających się najwyżej z 1200 członków, przy wspólnym systemie wychowania dzieci. Poglądy swe wyraził w „Report to the Committee of the House of Commons on the Poor Law” (1817) oraz w głównym dziele: „The Book of the New Moral World” (1820). Po nieudanych próbach w Anglii, Owen, dążąc do wprowadzenia w życie swych zamiarów, założył 1825 gminę komunistyczną w Indianie (New Harmony), przedsięwzięcie to jednak zakończyło się fiaskiem. W 1827 Owen powrócił do Londynu, gdzie rozwijał ożywioną działalność w kierunku zaprowadzenia nowoczesnego ustawodawstwa robotniczego. Jego syn Robert Dale Owen był angielskim spirytystą.

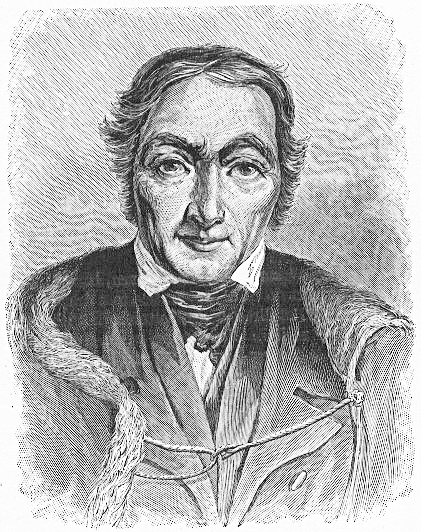
Robert Owen

## Poglądy
Krytykował wolną konkurencję, własność prywatną, wadliwy podział pracy, struktury klasowe, ubóstwo robotników i kapitalizm. Twierdził, że do zmiany człowieka trzeba przebudować ówczesny system, a najlepiej stworzyć ustrój komunistyczny. Postulował uspołecznienie środków produkcji, centralizację zarządzania produkcją i zatrudnieniem. Wychowaniem i kształceniem obywateli powinno jego zdaniem zajmować się państwo. Wysunął również postulat emancypacji kobiet. Głosił koncepcję pieniądza pracy, która miała zlikwidować niesprawiedliwość społeczną.
Twierdził, że człowiek jest produktem społecznym, a źle zorganizowane społeczeństwo kształtuje ludzi złych, którzy popełniają przestępstwa; złe społeczeństwo to złe instytucje polityczne. Mówił, że w złym społeczeństwie rozdział dóbr jest nieracjonalny. Racjonalny podział dóbr miał w jego opinii zapewnić szczęście ludziom, a racjonalnie zorganizowane społeczeństwo ma zlikwidować przestępczość.
Jest uważany za ojca spółdzielczości.
Owen krytykował system fabryczny, zwłaszcza za wczesne zatrudnianie dzieci do ciężkiej pracy. Za źródło zła uważał własność prywatną, która rodzi konkurencję i chciwość. Był zaciekłym wrogiem indywidualizmu – głosił zniesienie instytucji małżeństwa, wspólne wychowywanie dzieci, likwidację ulic i wybudowanie dużych placów i blokowisk (w skrupulatnie zaplanowanych tzw. wioskach owenowskich, czyli małych, samowystarczalnych wspólnotach) oraz ujednolicenie ubioru, odpowiedniego na każdą porę roku, co miałoby zapobiec wyróżnianiu się osoby z tłumu innych.
Robert Owen jest twórcą idei „Nowej Harmonii”.